# 王三运
王三运（1952年12月—），男，汉族，祖籍山东单县，生于贵州，中华人民共和国政治人物。贵阳师范学院中文系毕业，中共中央党校研究生学历。第十六、十七届中共中央候补委员，第十八届中央委员。曾先后担任贵州、四川、福建、安徽四省的省委副书记，2008年1月晋升正部，任安徽省人民政府省长。2011年调往甘肃，任中共甘肃省委书记、省人大常委會主任。2017年7月11日，中共中央纪委宣布其涉嫌严重违纪，接受组织审查，同年9月22日被双开，移送司法机关。

## 生平
王三运祖籍山东单县时楼镇王寨村，在贵州出生长大。1968年12月参加工作，在贵州省织金县绮阳公社劳动；后在织金县第一中学，任代课教师。1974年8月，被推荐到贵阳师范学院（今贵州师范大学）中文系汉语言文学专业学习，成为“工农兵学员”。1977年9月大学毕业后，在学校党办工作。1979年7月加入中国共产党。1983年5月，任中共贵州省委组织部秘书。1984年8月，任中共贵州省委组织部青干处副处长、贵阳市云岩区委副书记。1987年12月，任中共云岩区委书记。1990年2月，任中共贵阳市委常委、云岩区委书记。1990年7月，任共青团贵州省委书记。1992年12月，任中共六盘水市委书记。1995年9月，任中共贵阳市委书记。1995年10月，任中共贵州省委常委、贵阳市委书记。1998年8月，任中共贵州省委副书记、贵阳市委书记。
2001年7月，任中共四川省委副书记兼省委党校校长。
2002年10月，任中共福建省委副书记兼省委党校校长。
2007年11月，任中共安徽省委副书记，次月兼任安徽省人民政府副省长、代省长。2008年1月31日，正式当选安徽省人民政府省长。
2011年12月，任中共甘肃省委书记。2012年1月，当选甘肃省人大常委会主任。2017年4月，卸任中共甘肃省委书记。
2017年4月，任全国人民代表大会教育科学文化卫生委员会副主任委员。
2017年7月11日晚上18点，中共中央纪委网站宣布其涉嫌严重违纪，接受组织审查。2017年9月1日，第十二届全国人民代表大会常务委员会第二十九次会议通过其辞呈。
2017年9月22日，中央纪委监察部网站发布消息，王三运被开除党籍、开除公职，终止其十八大代表资格，收缴其违纪所得，将其涉嫌犯罪问题、线索及所涉款物移送司法机关依法处理。给予其开除党籍的处分，待召开中央委员会全体会议时予以追认。
2018年10月11日，河南省郑州市中级人民法院开庭审理王三运受贿一案，经审理查明：1993年至2017年，被告人王三运利用担任中共贵州省六盘水市委书记、中共贵州省委副书记、安徽省人民政府省长、中共甘肃省委书记等职务上的便利，以及利用担任中共福建省委副书记、安徽省人民政府省长、中共甘肃省委书记等职权或地位形成的便利条件，通过其他国家工作人员职务上的行为，为相关单位和个人在工程承揽、职务晋升等事项上提供帮助，直接或者通过其亲属等特定关系人，非法收受上述单位和个人给予的财物，共计折合人民币6685.66109万元。王三运在庭上认罪。
起诉书显示，2015年，華信能源董事局主席叶简明曾请托王三运出面，向国家开放银行申请48亿美元贷款。王三运找到了时任国开行行长胡怀邦，促使后者批准了这笔有很大风险的贷款。王、胡二人各获得叶简明的数千万元贿赂。这些钱由于华信的破产而无力偿还，给国资造成巨大损失。
2019年4月11日，王三运因犯受贿罪被河南省郑州市中级人民法院一审判处有期徒刑12年，罚金人民币四百万元，对王三运受贿所得财物及其孳息予以追缴，上缴国库。

## 軼聞
- 王三运有“服务员”的代号。2007年8月，时任福建省委副书记的王三运参加了央视访谈节目，就“平安农村建设”进行对话。主持人撒贝宁突然问一名永安农妇蒋春莲的10岁小女儿小钰：“你知道这位王爷爷是做什么的吗？”小钰摇头之后，她便答道“王爷爷是邮递员”，之后王三运说“我是服务员，以后你们家有什么困难，可以直接给我写信，我收到了就会来帮忙解决的。”在2011年调任甘肃省委书记后，王三运曾多次说自己是“服务员”[11]。
- 2011年4月，时任安徽省長王三運率團至台灣展開經貿文化之行時，遭台灣法輪大法學會指控稱王三運違反「聯合國政治及公民權利國際公約」規定，涉及「殘害人群罪」，要求台灣高檢署拘提。王三運計畫21日到台南，該會除召開記者會之外，並公開表示不歡迎，醞釀發起抗議[12]。
- 2013年2月19日，网络上曝光了一组王三运佩戴貴重品牌手錶的照片，照片爆出后，随即引起網民質疑。而相关照片已经被删除[13][14]。
- 2016年3月8日，新京报记者涂重航在甘肃代表团开放日时就“武威抓记者事件”向王三运提问，“王书记，我想问下甘肃记者被抓您怎么看？您怎么看待舆论的监督？”。王三运当场冷脸，快步离开了会场。[15][16][17]
- 2018年11月，王三运落马后写的忏悔书在中国国家博物馆被展出。王三运在忏悔书中写道：“在全面从严治党问题上，我因自身底气不足，不敢动真碰硬，对大要案查处的力度和效果很不理想，在私底下发牢骚、说怪话，还不时流露出希望大家平平安安等消极情绪，实际上对甘肃政治生态出现的各种问题起了包庇、纵容和助长。”“我作为落实主体的省委书记，政治站位有严重偏差，对祁连山的重要程度和重视程度，在认识上、工作上、政策措施上都存在很大差距。2016年中央环保督察组进驻甘肃省，我没有就祁连山生态保护问题做过专门调研，也没有认真督促政府及相关部门认真整改落实。”[18]